# Rio Open
Rio Open er en professionel tennisturnering for mænd, som hvert år i februar afvikles i Rio de Janeiro, Brasilien. Turneringen bliver afviklet udendørs på røde grusbaner i Jockey Club Brasileiro, og den har været en del af ATP Tour siden etableringen i 2014, og den tilhører kategorien ATP 500. Turneringen havde i perioden 2014-16 også kvinderækker som en del af WTA Tour.

## Historie
Fra etableringen af turneringen i 2014 til og med 2016 havde den både deltagelse af mænd og kvinder. På ATP Tour tilhørte den kategorien ATP Tour 500, mens det var en WTA International-turnering på WTA Tour. Efter 2016 blev turneringens licens på WTA Tour overtaget af Hungarian Ladies Open, hvorefter Rio Open fortsatte som en ren ATP-turnering.
De første to turneringer havde deltagelse af topnavnene Rafael Nadal hhv. David Ferrer, som begge vandt singletitlen de pågældende år. Siden da har turneringen ikke kunnet tiltrække de helt store topnavne. Før 2019-udgaven var der planer om at flytte turneringen fra grusbanerne i Jockey Club Brasileiro til harcourt-banerne i Rio de Janeiros olympiske tenniscenter i Parque Olímpico da Barra. Formålet skulle være at tiltrække de store verdensstjerner såsom Novak Djokovic, Roger Federer og Andy Murray, der konsekvent afslog af deltage i turneringen, og som i så fald kunne bruge turneringen som forberedelse til de store hardcourt-turneringer i USA i marts, Indian Wells Masters og Miami Open. Juan Martin del Potro nævnede på et tidspunkt over for Rio Opens direktør, Luiz Carvalho, at han vil deltage i Rio Open, når underlaget skifter. I 2022 var Matteo Berrettini (nr. 6 på ATP's verdensrangliste) topseedet, mens man i 2023 formåede at engagere ranglistens nr. 2, Carlos Alcaraz.

## Vindere og finalister

### Herresingle
| År   | Mester                         | Finalist                       | Finaleresultat                 |
| ---- | ------------------------------ | ------------------------------ | ------------------------------ |
| 2014 | Rafael Nadal                   | Aleksandr Dolgopolov           | 6–3, 7–6(3)                    |
| 2015 | David Ferrer                   | Fabio Fognini                  | 6–2, 6–3                       |
| 2016 | Pablo Cuevas                   | Guido Pella                    | 6–4, 6–7(5), 6–4               |
| 2017 | Dominic Thiem                  | Pablo Carreño Busta            | 7–5, 6–4                       |
| 2018 | Diego Schwartzman              | Fernando Verdasco              | 6–2, 6–3                       |
| 2019 | Laslo Đere                     | Félix Auger-Aliassime          | 6–3, 7–5                       |
| 2020 | Cristian Garín                 | Gianluca Mager                 | 7–6(3), 7–5                    |
| 2021 | Aflyst pga. COVID-19-pandemien | Aflyst pga. COVID-19-pandemien | Aflyst pga. COVID-19-pandemien |
| 2022 | Carlos Alcaraz                 | Diego Schwartzman              | 6–4, 6–2                       |
| 2023 | Cameron Norrie                 | Carlos Alcaraz                 | 5–7, 6–4, 7–5                  |
| 2024 | Sebastián Báez                 | Mariano Navone                 | 6–2, 6–1                       |
| 2025 | Sebastián Báez (2)             | Alexandre Müller               | 6–2, 6–3                       |

### Herredouble
| År   | Mestre                                    | Finalister                          | Finaleresultat                 |
| ---- | ----------------------------------------- | ----------------------------------- | ------------------------------ |
| 2014 | Juan Sebastián Cabal Robert Farah         | David Marrero Marcelo Melo          | 6–4, 6–2                       |
| 2015 | Martin Kližan Philipp Oswald              | Pablo Andújar Oliver Marach         | 7–6(3), 6–4                    |
| 2016 | Juan Sebastián Cabal (2) Robert Farah (2) | Pablo Carreño Busta David Marrero   | 7–6(2), 6–4                    |
| 2017 | Pablo Carreño Busta Pablo Cuevas          | Juan Sebastián Cabal Robert Farah   | 6–4, 5–7, [10–8]               |
| 2018 | David Marrero Fernando Verdasco           | Nikola Mektić Alexander Peya        | 5–7, 7–5, [10–8]               |
| 2019 | Máximo González Nicolás Jarry             | Thomaz Bellucci Rogério Dutra Silva | 6–7(3), 6–3, [10–7]            |
| 2020 | Marcel Granollers Horacio Zeballos        | Salvatore Caruso Federico Gaio      | 6–4, 5–7, [10–7]               |
| 2021 | Aflyst pga. COVID-19-pandemien            | Aflyst pga. COVID-19-pandemien      | Aflyst pga. COVID-19-pandemien |
| 2022 | Simone Bolelli Fabio Fognini              | Jamie Murray Bruno Soares           | 7–5, 6–7(2), [10–6]            |
| 2023 | Máximo González (2) Andrés Molteni        | Juan Sebastián Cabal Marcelo Melo   | 6–1, 7–6(3)                    |
| 2024 | Nicolás Barrientos Rafael Matos           | Alexander Erler Lucas Miedler       | 6–4, 6–3                       |
| 2025 | Rafael Matos (2) Marcelo Melo             | Pedro Martínez Jaume Munar          | 6–2, 7–5                       |

### Damesingle
| År   | Mester              | Finalist                  | Finaleresultat |
| ---- | ------------------- | ------------------------- | -------------- |
| 2014 | Kurumi Nara         | Klára Zakopalová          | 6–1, 4–6, 6–1  |
| 2015 | Sara Errani         | Anna Karolína Schmiedlová | 7–6(2), 6–1    |
| 2016 | Francesca Schiavone | Shelby Rogers             | 2–6, 6–2, 6–2  |

### Damedouble
| År   | Mestre                                  | Finalister                         | Finaleresultat |
| ---- | --------------------------------------- | ---------------------------------- | -------------- |
| 2014 | Irina-Camelia Begu María Irigoyen       | Johanna Larsson Chanelle Scheepers | 6–2, 6–0       |
| 2015 | Ysaline Bonaventure Rebecca Peterson    | Irina-Camelia Begu María Irigoyen  | 3–0 opg.       |
| 2016 | Verónica Cepede Royg María Irigoyen (2) | Tara Moore Conny Perrin            | 6–1, 7–6(5)    |